# Хэмпден Мерсер-Хендерсон, Джон, 8-й граф Бакингемшир
Джон Хэмпден Мерсер-Хендерсон, 8-й граф Бакингемшир (англ. John Hampden Mercer-Henderson, 8th Earl of Buckinghamshire; 16 апреля 1906 — 2 января 1963) — британский военный и политик. Он носил титул учтивости — лорд Хобарт с 1906 по 1930 год.

## Биография
Родился 16 апреля 1906 года. Единственный сын Сидни Хобарта-Хэмпден-Мерсер-Хендерсона, 7-го графа Бакингемшира (1860—1930), и Джорджианы Вильгельмины Холдейн-Дункан-Мерсер-Хендерсон (1867—1937). Он получил образование в Итонском колледже в 1919—1924 годах.
В 1926 году он отправился в Австралию, где стал работать на фермах ковбоем, пасущим скот. Из-за ухудшения здоровья отца он был вызван в Англию. Он отплыл из Брисбена и через шесть недель высадился в апреле 1928 года в Кингстон-апон-Халле. В реестре прибывающих пассажиров его профессия значилась как «Джентльмен-фермер».
В январе 1930 года после смерти своего отца он унаследовал титулы 8-го графа Бакингемшира, 8-го барона Хобарта из Бликлинга и 12-го баронета Хобарта из Интвуда.
В апреле 1938 года по королевской лицензии его имя было официально изменено на Джон Хэмпден Мерсер-Хендерсон.
Он получил звание капитана легкой пехоты Оксфордшира и Бакингемшира. Участвовал во Второй мировой войне. Занимал должность мирового судьи в графстве Бакингемшир в 1952 году.
Заместитель председатель комитетов Палаты лордов в 1952—1963 годах и заместитель спикера Палаты лордов в 1954—1963 годах.

## Личная жизнь
Лорд Бакингемшир никогда не был женат и позже страдал от алкоголизма. Он внезапно скончался в Королевской больнице короля Эдуарда VII в Марилебоне в Лондоне 2 января 1963 года. Он похоронен в поместье Хэмпден в Бакингемшире, хотя последние годы жизни жил в Литл-Хэмпден-Лодж. Ему наследовал его дальний родственник, Вир Фредерик Сесил Хобарт-Хэмпден, 9-й граф Бакингемшир (1901—1983), правнук 6-го графа Бакингемшира.